# Pavel Bechet
Pavel Bechet (n. 5 iulie 1957, Vadul-Leca, raionul Telenești - d. 8 iulie 2002). Este fratele lui Boris Bechet. A fost un comic din Republica Moldova, celebru pentru mai multe spectacole, (ca de exemplu Bărbați fără păcate sau Lume, lume, ai la glume) unele alături de Gheorghe Urschi. A absolvit Universitatea din Chișinău și Institutul de Arte. A activat la Teatrul Național „Mihai Eminescu" și la Teatrul republican de păpuși „Licurici". A colaborat de-a lungul anilor la Compania Teleradio Moldova. S-a remarcat în spectacole de autor, a semnat  texte pentru cântece, monologuri umoristice înmănuncheate în șase casete. A decedat la 8 iulie 2002.